# Melzerella
Melzerella is een kevergeslacht uit de familie van de boktorren (Cerambycidae). De wetenschappelijke naam van het geslacht werd voor het eerst geldig gepubliceerd in 1931 door Costa Lima.

## Soorten
Melzerella omvat de volgende soorten:
- Melzerella costalimai Campos-Seabra, 1961
- Melzerella huedepohli Monné, 1979
- Melzerella lutzi Costa Lima, 1931
- Melzerella monnei Wappes & Lingafelter, 2011